# Henry Pluchart
Henry Pluchart ou Henri Pluchart, né le 8 août 1835 à Valenciennes et mort le 18 novembre 1898 à Lille, est un peintre et un conservateur de musée français.

## Biographie
Henri Pluchart est le fils d'Antoine Pluchart, meunier et de Rosalie Josèphe Noël.
Élève d'Alexandre-Denis Abel de Pujol et de François Édouard Picot, il expose au Salon à partir de 1863.
En 1869, il épouse Amandine Isidorine Flore Bruide.
Peintre académique, il réalise des portraits puis devient enseignant à l'École des beaux-arts de Lille.
En 1882, il obtient une mention honorable.
Il devient conservateur du Musée Wicar et publie une notice des dessins exposés.
Il meurt à son domicile des suites d'une longue et douloureuse maladie à l'âge de 63 ans. Il est inhumé au cimetière de l'Est de Lille.

## Œuvres exposées aux Salons parisiens
- Un portrait de M. A. M., au Salon de 1863
- Portrait du général comte de Brancion, commandant l’Hôtel impérial des Invalides, au Salon de 1864
- Portrait de M. le vicomte A. de B., au Salon de 1865
- Portrait de M. le baron de S., au Salon de 1866
- Portrait de Mme la comtesse de B., au Salon de 1866
- Gutenberg dans la sacristie de l’église de Haarlem, au Salon de 1867
- Portrait de M. Henri de L., au Salon de 1868
- Portrait de M., au Salon de 1870
- Un escalier dans la falaise, près Boulogne (Pas-de-Calais), au Salon de 1877
- Un semeur ; souvenir de Flandre, au Salon de 1879
- L’heure de la pipe ; Flandre, au Salon de 1880
- Labour d’automne ; Artois, au Salon de 1881
- En octobre ; Flandre, au Salon de 1882
- Une meule, en Flandre, au Salon de 1883
- L’attelée ; Flandre, au Salon de 1884
- Août, au Salon de 1886
- Travaux des champs ; Flandre, au Salon de 1887
- Pêcheuses de crevettes, à Nieuport, au Salon de 1888
- La batteuse ; dans le Nord, au Salon de 1889
- La moisson, à Marquillies, au Salon de 1890
- Les botteleuses, au Salon de 1894
- Le tâcheron, au Salon de 1895
- Les meules, au Salon de 1896
- Sur les bords de la Canche, au Salon de 1897

## Élèves
- Alfred Agache (1843-1915)